# 下位層プロトコル
下位層プロトコル（かいそうプロトコル、Lower Layer Protocol）とは、コンピュータ・ネットワークの階層型プロトコルにおいて、より下位の階層にあるプロトコルである。

## 概要
下位層プロトコルは、より抽象的で論理的にインターネット利用者やアプリケーションに近い機能を提供する上位層プロトコルに対して、より具体的で論理的に物理媒体に近い機能を提供する。
言い換えれば、下位層プロトコルは通信するデータを透過的に通信相手に送り届ける機能を上位層プロトコルに提供し、具体的にどのように転送するかという役割を担っている。そのデータがどういう意味の情報なのかという事については関知しない。
下位層プロトコルは、送信側では上位層プロトコルから渡されるデータをカプセル化（隠蔽）し、受信側ではカプセル化されたデータを元に戻して上位層プロトコルに渡す。従って、複数の上位層プロトコルから渡されるデータを多重化して同時に取扱い、多重化されたデータを分離して上位層プロトコルに渡す事ができる。上位層プロトコルから渡されたデータが下位層プロトコルで送信できる大きさを超える場合は小口に分割して送信し、受信側で元の形に組み立てる。逆に小さすぎる場合は一つにまとめてから送信し、受信側で元の形に分離する場合も有る。
現実の郵便に例えると、郵便ポストは手紙を入れた封筒の下位層プロトコルに相当すると言える。
インターネット・プロトコル・スイートでは、IPはUDPとTCPに対して下位層プロトコルにあたり、同様にUDPとTCPはIPに対して上位層プロトコルにあたる。
またOSI参照モデルでは、トランスポート層以下を下位層プロトコルと呼び、セッション層以上を上位層プロトコルと呼ぶ。